# Pandora - Al di là del Paradiso
Pandora - Al di là del Paradiso (판도라: 조작된 낙원?, Pandora: Jojakdoe nag-wonLR; lett. "Pandora: Un paradiso costruito") è una serie televisiva sudcoreana trasmessa su tvN dall'11 marzo al 30 aprile 2023. In lingua italiana è disponibile su Disney+.

## Trama
La vita apparentemente perfetta di Hong Tae-ra, moglie del neurologo candidato alle elezioni presidenziali Pyo Jae-hyun, viene sconvolta quando ella recupera i ricordi perduti del proprio passato e decide di vendicarsi di chi le fece del male.

## Personaggi e interpreti
- Hong Tae-ra, interpretata da Lee Ji-ah
- Pyo Jae-hyun, interpretato da Lee Sang-yoon
- Go Hae-soo, interpretata da Jang Hee-jin
- Jang Do-jin, interpretato da Park Ki-woong
- Gu Sang-chan, interpretato da Bong Tae-gyu